# Estadi Olímpic de Berlín
L'Estadi Olímpic de Berlín (en alemany: Berliner Olympiastadion) és un estadi multiús situat al districte de Charlottenburg de la ciutat de Berlín, capital d'Alemanya. Actualment, és l'estadi de l'equip de futbol Hertha BSC Berlin i de l'equip de la NFL Europe  Berlin Thunder.

## Història

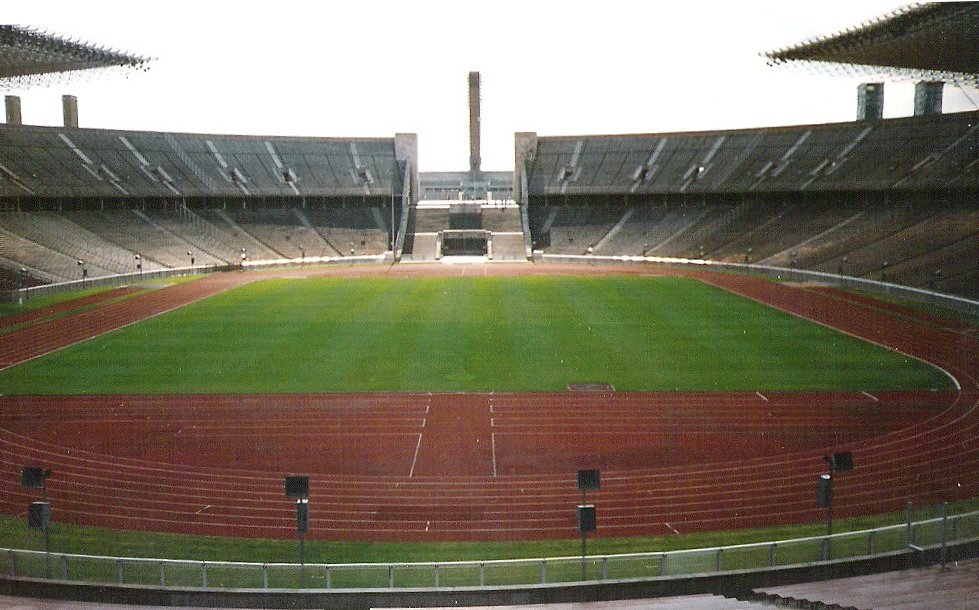
L'Estadi Olímpic de Berlín abans de la seva restauració per a la Copa del Món 2006

Va ser dissenyat per l'arquitecte alemany Werner March, i construït entre 1934 i 1936 per als Jocs Olímpics de Berlín 1936, reemplaçant l'"Estadi Alemany" (Deutschlandstadion originalment anomenat Grünewaldstadion), recinte que comptava amb capacitat per a 32.000 espectadors, inaugurat al juliol de 1913 i dissenyat per Otto March pare de Werner March, per als Jocs Olímpics de Berlín 1916 que mai es van realitzar per causa de la Primera Guerra Mundial. Va ser seu de la Copa del Món de Futbol 1974. Es va restaurar per complet amb la finalitat d'albergar la Copa del Món de Futbol 2006. Durant el mes d'agost de 2009 va ser la seu del Campionat del Món d'Atletisme. També va allotjar la final de la Lliga de Campions de la UEFA 2014-15 del 2015, on el Futbol Club Barcelona es va imposar a la Juventus de Torí. Té una capacitat per a 74.400 espectadors.